# Patrizio Gonnella
Patrizio Gonnella (Bari, 1966) è un attivista e giurista italiano.
Dal 2005 è presidente dell'Associazione Antigone, che dal 1991 si occupa di giustizia penale, carceri, diritti umani e prevenzione della tortura. È docente di Sociologia del Diritto presso il Dipartimento di Giurisprudenza dell'Università Roma Tre. È esperto del Consiglio d’Europa nel monitoraggio dei luoghi di privazione della libertà. Fa parte dell’Assessment Committee dell’Npm Observatory. È editorialista del Manifesto, cura un blog sul sito de l’Espresso e conduce, insieme a Susanna Marietti, la trasmissione Jailhouse Rock su Radio Popolare che incrocia i temi della musica con quelli delle prigioni. Tra il 2014 e il 2019  è stato presidente della Coalizione Italiana per le Libertà e i Diritti civili.

## Attivismo in materia di giustizia, diritti umani e carceri
Si è sempre occupato di giustizia, carceri e diritti umani. Dal 2005 è presidente nazionale dell'Associazione Antigone. È stato fondatore dell'Osservatorio europeo sulle condizioni di detenzione, rete di organizzazioni non governative e universitarie che coinvolge partner di otto paesi europei.
Tra il 2014 e il 2019 è presidente della Coalizione Italiana per i Diritti e le Libertà Civili (Cild), un'organizzazione di secondo livello composta da oltre quaranta associazioni, nata per rafforzare l'attività di advocacy e di contenzioso giudiziario strategico su tutte le libertà civili in Italia. Attualmente è componente del direttivo della Coalizione.
Ha partecipato in qualità di esperto a missioni di monitoraggio dei luoghi di privazione della libertà per conto del Consiglio d’Europa. 
Ha svolto diversi incarichi attinenti al mondo della giustizia e dei diritti umani. Dal 1993 al 1998 ha ricoperto incarichi di direzione degli istituti penali di Padova, Pisa, Pianosa e San Gimignano. Dal 1998 al 2001 ha svolto le funzioni di collaboratore parlamentare occupandosi principalmente di diritti umani e giustizia. Tra il 2001 e il 2010 ha ricoperto incarichi presso amministrazioni locali, regionali e nazionali occupandosi principalmente di welfare, giustizia e diritti umani.

## Attività giornalistica
È editorialista dal 1999 del quotidiano Il Manifesto sui temi della giustizia, della pena e dei diritti umani. Ha scritto per vari quotidiani e periodici. Cura il blog “Libertà civili” sul sito dell'Espresso. Ha scritto tra il 1998 e il 2010 sui temi del carcere e della giustizia per il quotidiano di informazione economica Italia Oggi.  È autore e conduttore, insieme a Susanna Marietti, di una trasmissione radiofonica di musica e informazione su e dal carcere – Jailhouse Rock - che va in onda su un network di radio locali.

## Attività accademica
Laureatosi in giurisprudenza nel 1990, si è specializzato nel 1996 in Istituzioni e Tecniche di promozione e tutela dei diritti umani presso l'Università degli Studi di Padova, per poi divenire Dottore di Ricerca nel 2014 in Diritto europeo su base storico comparatistica presso l'Università di Roma Tre.
È ricercatore presso il Dipartimento di Giurisprudenza dell’Università Roma Tre, dove insegna sociologia del diritto.
È animatore della clinica legale in ambito penitenziario che gestisce propri sportelli di informazione legale presso le carceri romane.
Ha partecipato in qualità di relatore a centinaia di seminari in Italia e all’estero presso Università, istituti di formazione, istituzioni. Ha periodicamente svolto attività di formazione sui temi della pena anche per l’amministrazione penitenziaria e per la Scuola superiore della magistratura.

## Opere

### Monografie
- Il diritto (non) ci salverà, Il Manifesto, 2017
- Detenuti stranieri in Italia. Norme, numeri e diritti, Editoriale Scientifica, 2014.
- Carceri. I confini della dignità, Jacabook, 2014.
- La tortura in Italia, Derive Approdi, 2013.
- Jailhouse Rock, cento musicisti dietro le sbarre, (insieme a Susanna Marietti), Arcana, 2012.
- Il carcere spiegato ai ragazzi, (insieme a Susanna Marietti), Il Manifesto libri, 2010.
- Patrie galere, (insieme a Stefano Anastasia), Carocci, 2005.
- Sviluppo urbano e criminalità a Roma, (insieme a Massimiliano Bagaglini e Francesca Vianello), Sinnos, 2003.
- Il collasso delle carceri italiane. Sotto la lente degli ispettori europei, (insieme a Laura Astarita e Susanna Marietti), Sapere 2000-Consiglio d'Europa, 2003.

### Volumi curati
- Bisogna aver visto. Il carcere nella riflessione degli antifascisti (insieme a Dario Ippolito), Edizioni dell’Asino, 2019.
- I paradossi del diritto. Scritti in omaggio a Eligio Resta (insieme a Stefano Anastasia), Roma TrE-Press, 2019
- Giustizia e carceri secondo papa Francesco (insieme a Marco Ruotolo), Jaca Book, 2016.
- Onorare gli impegni. L'Italia e le norme internazionali contro la tortura, (insieme ad Antonio Marchesi), Sinnos, 2006.
- Inchiesta sulle carceri italiane, (insieme a Stefano Anastasia), Carocci, 2002.
- Il Carcere trasparente. Primo rapporto nazionale sulle condizioni di detenzione (insieme a Stefano Anastasia e Mauro Palma), Castelvecchi, 2000.